# Дикарбид плутония
Дикарбид плутония — бинарное неорганическое соединение,
плутония и углерода
с формулой PuC2,
серые или чёрные кристаллы.

## Получение
- Нагревание стехиометрического количества диоксида плутония с углеродом:

{\displaystyle {\mathsf {PuO_{2}+4C\ {\xrightarrow {2200-2600^{o}C}}\ PuC_{2}+2CO}}}

## Физические свойства
Дикарбид плутония образует серые или чёрные, с металлическим блеском кристаллы
тетрагональной сингонии,
пространственная группа I 4/mmm,
параметры ячейки a = 0,363 нм, c = 0,6094 нм, Z = 2,
структура типа CaC2.
При температуре 2020°С происходит фазовый переход в структуру типа β-UC2.
Ниже температуры 1660°С соединение находится в метастабильном состоянии .